# Lewan Moseszwili
Lewan Moseszwili (gruz. ლევან მოსეშვილი; ur. 23 maja 1940 w Tbilisi, zm. 5 marca 2020 tamże) – gruziński koszykarz, reprezentant Związku Radzieckiego, medalista igrzysk olimpijskich.

## Życiorys
Moseszwili grał w reprezentacji Związku Radzieckiego w latach 1963–1964. Wystąpił na letnich igrzyskach olimpijskich 1964 odbywających się w Tokio. Zagrał wówczas w dwóch z siedmiu meczów fazy grupowej oraz przegranym pojedynku finałowym z reprezentacją Stanów Zjednoczonych.
Był zawodnikiem klubu Dinamo Tbilisi od 1959 do zakończenia kariery zawodniczej w 1972. W mistrzostwach ZSRR zajmował 1. miejsce w 1968, 2. miejsce w 1960, 1961 i 1969 oraz 3. miejsce w 1965. Tryumfował w Pucharze Europy Mistrzów Krajowych w 1962 i Pucharze ZSRR w 1969.
Był trenerem Dinama Tbilisi w latach 1972–2003 i reprezentacji Gruzji.
W 1972 uzyskał dyplom inżyniera winiarstwa. Ukończył także 4 kierunki studiów z zakresu wychowania fizycznego. Za osiągnięcia sportowe został wyróżniony tytułem Zasłużony Mistrz Sportu ZSRR i Zasłużony Trener Gruzji.